# Seleção Francesa de Rugby Union
A Seleção Francesa de Rugby Union  é a representante da França no rugby union mundial. Conhecidos como les bleus ou les tricolores, a equipe é regulamentada pela Federação Francesa de Rugby, que foi criada em 1919.
Das grandes seleções do mundo, a francesa é a única que ainda não exibe patrocinadores na camisa, apenas o fornecedor de seus uniformes.

## História
O râguebi foi apresentado aos francesas na cidade de Le Havre por mercadores ingleses em 1872 e se espalhou pelo resto do país. Apesar de ter sido, a primeira vez, introduzido no norte, foi no sul, no meio da população rural e pobre trabalhadora dos vinhedos que o râguebi se popularizou na França. O primeiro envolvimento de uma seleção francesa do esporte foi nas Olimpíadas de 1900, em Paris, onde uma equipe nacional competiu. A recém-formada equipe derrotou os britânicos (27 a 8) e os alemães (21 a 17) ganhando assim a medalha de ouro. Em 1906, a seleção francesa jogou e perdeu pela primeira vez um amistoso para a Nova Zelândia, em Paris, por 38 a 8. O primeiro jogo contra a forte seleção inglesa foi em março de 1906, em que perdeu em casa por 35 a 8.
O primeiro jogo dos Bleus fora de casa foi em janeiro de 1907, perdendo novamente para os ingleses (31 a 13), em Richmond. Dois dias depois, os franceses jogaram contra os sul-africanos no Estádio Parc des Princes, os franceses perderam por 55 a 6.

## Jogadores atuais
Equipe para a Copa do Mundo de Rugby Union de 2011, na Nova Zelândia:

### Avançados
- Julien Bonnaire (Bourgoin)
- Thierry Dusautoir (Stade Toulousain)
- Fulgence Ouedraogo (Montpellier HR)
- Raphaël Lakafia (Biarritz Olympique)
- Louis Picamoles (Stade Toulousain)
- Imanol Harinordoquy (Biarritz Olympique)
- Fabien Barcella (Biarritz Olympique)
- Luc Ducalcon (Castres Olympique)
- Nicolas Mas (USA Perpignan)
- Jean-Batiste Poux (Stade Toulousain)
- Guilhem Guirado (USA Perpignan)
- Dimitri Szarzewski (Stade Francais)
- William Servat (Stade Toulousain)
- Lionel Nallé (Racing Métro 92)
- Pascal Papé (Stade Français)
- Julien Pierre (ASM Clermont Auvergne)
- Romain Millo-Chluski (Stade Toulousain)

### Defensores
- Morgan Parra (ASM Clermont Auvergne)
- Dimitri Yachvili (Biarritz Olympique)
- Jean-Marc Doussain (Stade Toulousain)
- François Trinh-Duc (Montpellier HR)
- Fabrice Estebanez (Racing Métro 92)
- David Marty (USA Perpignan)
- Maxime Mermoz (USA Perpignan)
- Aurelien Rougerie (ASM Clermont Auvergne)
- Vincent Clerc (Stade Toulousain)
- Alexis Palisson (RC Toulon)
- Maxime Médard (Stade Toulousain)
- Cédric Heymans (Aviron Bayonnais)
- Damien Traille (Biarritz Olympique)

## Jogadores notáveis
| - Pierre Albaladejo - Jean-Pierre Bastiat - Jean-Michel Benacloï - Abdelatif Benazzi - Pierre Berbizier - Serge Betsen - Serge Blanco - André Boniface - Guy Boniface - Olivier Brouzet - Christian Califano - Thomas Castaignède - Jérôme Cazalbou - Fernand Cazenave - Marc Cécillon - Éric Champ - Michel Crauste - Benoit Dauga - Christophe Dominici - Jean-Baptiste Élissalde - Jacques Fouroux - Jean Gachassin - Fabien Galthié - Imanol Harinordoquy - Thierry Dusautoir | - Stéphane Glas - Constantin Henriquez De Zubiera - Raphael Ibanez - Adolphe Jauréguy - Yannick Jauzion - Mani Kula - Thierry Lacroix - Patrice Lagisquet - Olivier Magne - Yves du Manoir - Roger Martine - Jo Maso - Frédéric Michalak - Guy Novès - Émile N'Tamack - Alain Paco - Robert Paparemborde - Fabien Pelous - Alexandre Pharamond - Jean Prat - Jean-Pierre Rives - Philippe Sella - Pierre Villepreux - Dimitri Yachvili |
| Sébastien Chabal | |

## Títulos
- Jogos Olímpicos (1): 1900

## Campeonatos

### Seis Nações
Anualmente, a França compete no campeonato Seis Nações, de quem foi expulsa na década de 1930. A Seleção tem 17 títulos somados nesta competição, compartilhando outros oito, e totalizando 9 Grand Slams.
Resumo da participação Seleção Francesa no Seis Nações
| Anno | Lugar | Vit. | Emp. | Der. | Pontos a favor | Pontos contra | Pontos +/- | Pontos |
| ---- | ----- | ---- | ---- | ---- | -------------- | ------------- | ---------- | ------ |
| 2000 | 2°    | 3    | 0    | 2    | 140            | 92            | +48        | 6      |
| 2001 | 5°    | 2    | 0    | 3    | 115            | 138           | −23        | 4      |
| 2002 | 1°    | 5    | 0    | 0    | 156            | 75            | +81        | 10     |
| 2003 | 3°    | 3    | 0    | 2    | 153            | 75            | +78        | 6      |
| 2004 | 1°    | 5    | 0    | 0    | 144            | 60            | +84        | 10     |
| 2005 | 2°    | 4    | 0    | 1    | 134            | 82            | +52        | 8      |
| 2006 | 1°    | 4    | 0    | 1    | 148            | 85            | +63        | 8      |
| 2007 | 1°    | 4    | 0    | 1    | 155            | 86            | +69        | 8      |
| 2008 | 3°    | 3    | 0    | 2    | 103            | 93            | +10        | 6      |
| 2009 | 3°    | 3    | 0    | 2    | 124            | 101           | +23        | 6      |
| 2010 | 1°    | 5    | 0    | 0    | 135            | 69            | +66        | 10     |
| 2011 | 2°    | 3    | 0    | 2    | 117            | 91            | +26        | 6      |
| 2012 | 4°    | 2    | 1    | 2    | 101            | 86            | +15        | 5      |

 Seis Nações Classificação Geral 
| Seleção       | Torneios disputados | Campeonatos vencidos | Vitórias compartilhadas | Tríplice Coroa | Grand Slams | Colher de pau |
| ------------- | ------------------- | -------------------- | ----------------------- | -------------- | ----------- | ------------- |
| Inglaterra    | 122                 | 28                   | 10                      | 25             | 13          | 25            |
| País de Gales | 124                 | 26                   | 11                      | 20             | 11          | 21            |
| Escócia       | 124                 | 15                   | 8                       | 10             | 3           | 33            |
| Irlanda       | 124                 | 14                   | 8                       | 11             | 3           | 36            |
| França        | 88                  | 17                   | 8                       | -              | 9           | 18            |
| Itália        | 19                  | 0                    | 0                       | -              | 0           | 13            |

NOTA: Atualizado após a edição de 2018

### Copa do Mundo
A França chegou três vezes a final da Copa do Mundo, perdendo todas as três: duas vezes contra a Nova Zelândia em 1987 e 2011 e contra a Austrália em 1999.
| Resumo na Copa do mundo: = Vitória - Empate - Derrota |                |                            |                  |            |                |       |
| Ano                                                   | Lugar          | 1 Turno                    | Quartas-de-final | Semifinais | Terceiro lugar | Final |
| 1987                                                  | Vice-Campeã    | 20-20; 55-12; 70-12        | 31-16            | 30-24      |                | 9-29  |
| 1991                                                  | 5°             | 30-3; 33-9; 13-19          | 10-19            |            |                |       |
| 1995                                                  | Terceiro lugar | 28-10; 54-18; 22-19        | 36-12            | 15-19      | 19-9           |       |
| 1999                                                  | Vice-Campeã    | 33-20; 47-13; 28-19;       | 47-26            | 43-31      |                | 12-35 |
| 2003                                                  | 4°             | 61-18; 51-29; 51-9; 41-14  | 43-21            | 7-24       | 13-40          |       |
| 2007                                                  | 4°             | 12-17; 87-10; 25-3; 64-7   | 20-18            | 9-14       | 34-10          |       |
| 2011                                                  | Vice-Campeã    | 47-21; 46-19; 17-37; 14-19 | 19-12            | 9-8        |                | 7-8   |
| 2015                                                  | 8°             | 32–10; 38-11; 41–18; 9-24  | 13-62            |            |                |       |
| 2019                                                  | 13°            | 23–21; 33–9; 23–21; 0-0    | 20-10            |            |                |       |